# Björklyckospindel
Björklyckospindel (Meioneta similis) är en spindelart som först beskrevs av Kulczynski 1926.  Björklyckospindel ingår i släktet Meioneta och familjen täckvävarspindlar. Arten är reproducerande i Sverige. Inga underarter finns listade.